# August Wilson
August Wilson, eigentlich Frederick August Kittel, Jr. (* 27. April 1945 in Pittsburgh, Pennsylvania; † 2. Oktober 2005 in Seattle, Washington), war ein amerikanischer Dramatiker und Bühnenautor sowie zweifacher Pulitzer-Preisträger. Er wurde 2005 für sein Lebenswerk mit dem Anisfield-Wolf Book Award ausgezeichnet.

## Leben
August Wilson ging aus der Verbindung einer afroamerikanischen Mutter, Daisy Wilson, und eines deutsch-böhmischen Vaters, Friedrich August Kittel, hervor. Als ältester Sohn wurde er nach seinem Vater Frederick August Kittel genannt. Nach dem Tod des Vaters (1965) nahm er den Familiennamen seiner Mutter an. Er war dreimal verheiratet und verlegte seinen Lebensmittelpunkt zunächst nach Minneapolis, später nach Seattle. 1991 wurde er in die American Academy of Arts and Sciences und 1995 in die American Academy of Arts and Letters gewählt, 2004 erhielt er einen Heinz Award.
An Leberkrebs erkrankt, starb Wilson 60-jährig in einem Krankenhaus in Seattle. Er ist in Pittsburgh beigesetzt, wo es seit 2006 auch ein August Wilson Center for African American Culture gibt.

### Werk
Zunächst arbeitete er als Gärtner, Tellerwäscher und Verkäufer. Seinen Durchbruch als Dramatiker erlebte er 1984 mit der Broadway-Uraufführung seines Stückes über die Bluessängerin Ma Rainey. Dieses Stück (2020 verfilmt) ist Teil einer Serie von zehn Theaterstücken, die jeweils einem Jahrzehnt des 20. Jahrhunderts gewidmet sind. Außer „Ma Rainey“, welches Chicago als Ort der Handlung hat, spielen alle Stücke in seiner Geburtsstadt Pittsburgh.
Wilson gilt als bedeutendster afroamerikanischer Dramatiker. Zu seinen literarischen Vorbildern gehören Amiri Baraka, James Baldwin und Jorge Luis Borges. August Wilson erhielt den Pulitzer-Preis 1987 für sein Drama Fences (englisch für „Zäune“) und 1990 für The Piano Lesson (englisch für „Die Klavierstunde“). Insgesamt acht von Wilsons Werken wurden am Broadway inszeniert. Seine Stücke sind bisher nicht ins Deutsche übersetzt worden.
Denzel Washingtons Verfilmung von Fences brachte Wilson 2017 postum eine Oscar-Nominierung als Drehbuchautor ein.

## Theaterstücke
- 1977: Jitney
- 1978: Joe Turner’s Come and Gone
- 1984: Ma Rainey’s Black Bottom
- 1986: Fences (Pulitzer-Preis)
- 1987: The Piano Lesson (Pulitzer-Preis)
- 1988: Joe Turner’s Come and Gone
- 1990: Two Trains Running
- 1996: Seven Guitars
- 1999: King Hedley II
- 2005: Radio Golf